# Otmar Venjakob
Otmar Venjakob (1969) é um matemático alemão. Trabalha com geometria algébrica aritmética e teoria dos números. 
Venjakob obteve um doutorado na Universidade de Heidelberg em 2000, orientado por Kay Wingberg, com a tese Iwasawa-Theory of p-adic Lie extensions. Em 2005 foi Professor da Universidade de Bonn e a partir de 2006 é Professor da Universidade de Heidelberg.
Em 2004 recebeu o Prêmio EMS (Palestra: From classical to non-commutative Iwasawa Theory: an introduction to the {\displaystyle GL_{2}} Main Conjecture). Em 2005 recebeu o Prêmio von Kaven da Deutsche Forschungsgemeinschaft e da Fundação von Kaven.

## Publicações selecionadas
- On the Iwasawa theory of p-adic Lie extensions, Compositio Mathematicae, Volume 138, 2003, p. 1–54
- Characteristic Elements in Noncommutative Iwasawa Theory, J. reine angew. Math., Volume 583, 2005, p. 193–236 (Habilitation).
- com John Coates, T. Fukaya, Kazuya Katō, R. Sujatha: The {\displaystyle GL_{2}} main conjecture for elliptic curves without complex multiplication, Publ. Math. IHES, Volume 101, 2005, p. 163–208.
- mcom David Burns: On descent theory and main conjectures in non-commutative Iwasawa theory, Journal of the Institute of Mathematics of Jussieu, Volume 10, 2011, p. 59–118